# Großsteingrab Nettgau

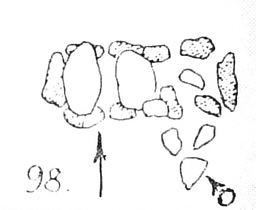
Grundriss des Grabes Nettgau nach Krause/Schoetensack

Das Großsteingrab Nettgau ist eine megalithische Grabanlage der jungsteinzeitlichen Tiefstichkeramikkultur bei Nettgau, einem Ortsteil von Jübar im Altmarkkreis Salzwedel, Sachsen-Anhalt.

## Lage
Die Anlage befindet sich 2 km nördlich von Nettgau auf einem Feld, direkt an der Gemarkungsgrenze zu Gladdenstedt.

## Forschungsgeschichte
Das Grab wurde erstmals 1843 durch Johann Friedrich Danneil beschrieben. In den 1890er Jahren führten Eduard Krause und Otto Schoetensack eine erneute Aufnahme der Großsteingräber der Altmark durch. 2003–04 erfolgte eine weitere Aufnahme und Vermessung aller noch existierenden Großsteingräber der Altmark als Gemeinschaftsprojekt des Landesamts für Denkmalpflege und Archäologie Sachsen-Anhalt, des Johann-Friedrich-Danneil-Museums Salzwedel und des Vereins „Junge Archäologen der Altmark“.

## Beschreibung
Das Grab gehört zum Typ der Großdolmen. Der Grabhügel ist unregelmäßig oval. Eine Grabeinfassung konnte bereits Johann Friedrich Danneil bei seinen Untersuchungen im Jahr 1843 nicht mehr ausmachen. Möglicherweise könnten aber zwei südlich der Grabkammer gelegene Steine ursprünglich zu einer Einfassung gehören. Die Grabkammer ist ostnordost-westsüdwestlich orientiert. Sie bestand ursprünglich aus elf Tragsteinen, die alle erhalten sind, sowie aus wahrscheinlich vier Decksteinen, von denen drei erhalten sind. Einer der Decksteine ist in die Grabkammer verstürzt. Dort liegt auch der nur in Fragmenten erhaltene dritte Stein. Ein weiteres Fragment liegt außerhalb der Kammer. Der größte Deckstein misst 2,5 m × 1,9 m × 0,8 m. Die Grabkammer ist rechteckig und besitzt die Innenmaße 5,3 m × 1,5 m, ihre Höhe beträgt 0,8 m.

Großsteingrab Nettgau, Details
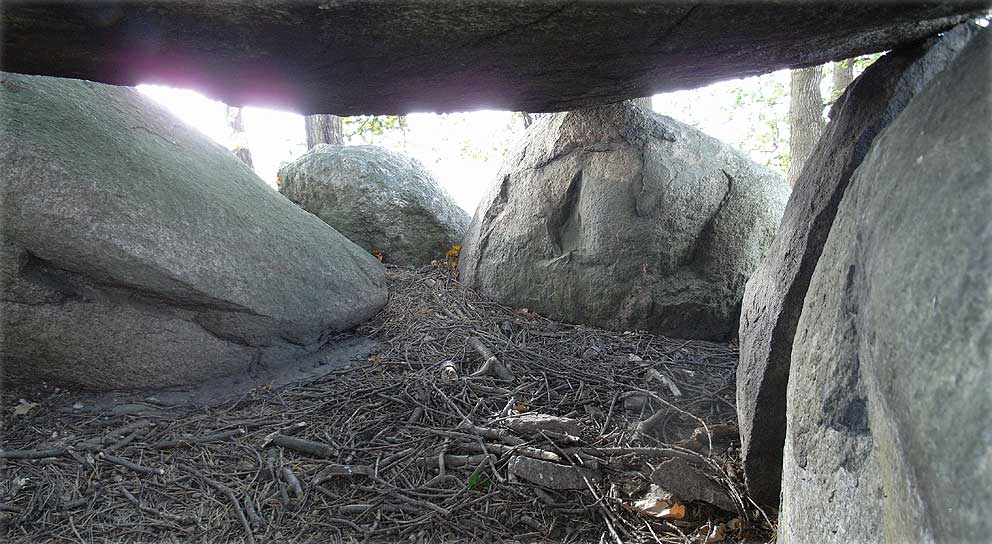
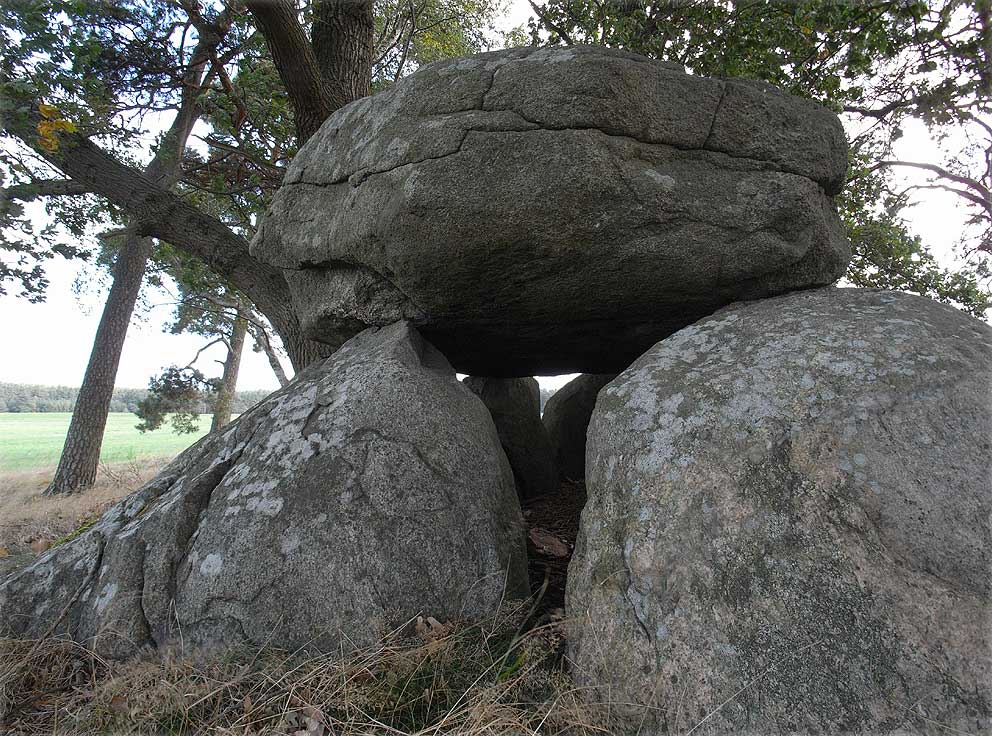
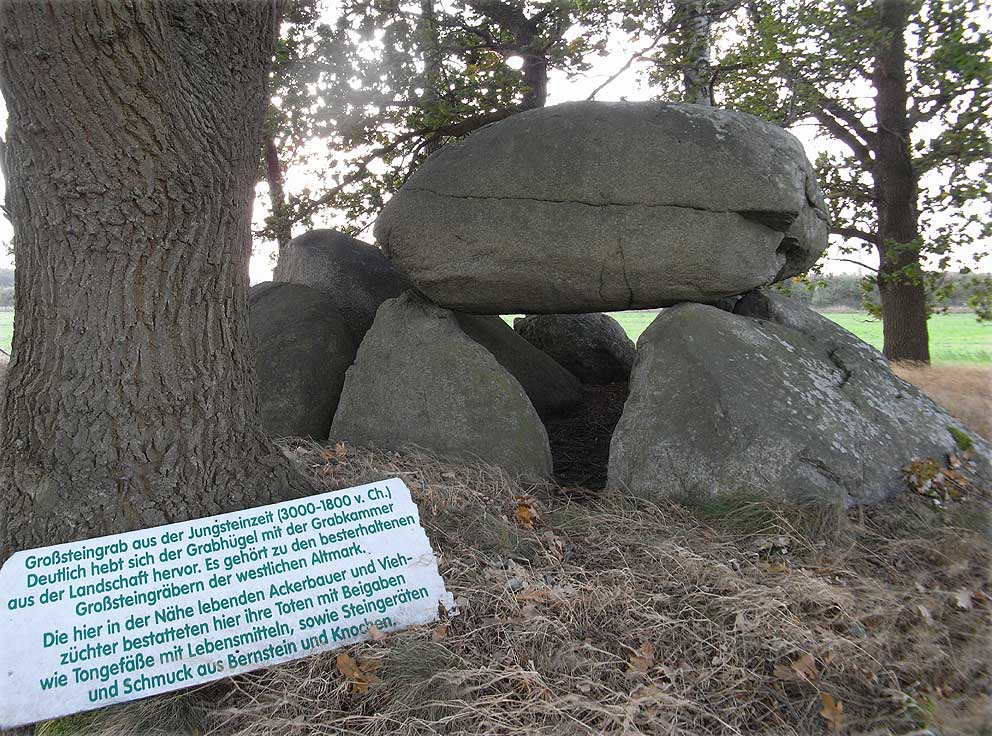

## Das Großsteingrab Nettgau in regionalen Sagen
In der Altmark existiert eine regionale Sage, die auf das Grab Bezug nimmt. Neben dem Grab stand einst ein Stein, der als „Hexenstein“ bekannt war. Die Sage berichtet, dass ein Imker und sein Sohn mit ihrem Gespann am Hexenstein vorbeikamen, als plötzlich das Pferd stehen blieb und nicht mehr weiter wollte. Erstaunt stellten sie fest, dass es ein Fohlen bekam. Plötzlich schlug es jedoch aus und traf den Jungen tödlich am Kopf. Zum Gedenken ließ der Imker daraufhin den Huf eines Pferdes und eines Fohlens sowie ein Kreuz in den Stein meißeln. Dieser Stein scheint allerdings bereits seit langem verschwunden zu sein, denn bereits Danneil fand ihn 1843 nicht mehr vor.